# Elin Pelin (huyện)
Elin Pelin là một huyện thuộc tỉnh Sofia, Bungaria. Dân số thời điểm năm 2001 là 24072 người.